# Jim Sullivan (musicien)
James Anthony Sullivan (né le 13 août 1940 à  San Diego- disparu le 6 mars 1975) est un auteur-compositeur-interprète et guitariste américain qui a sorti deux albums avant de disparaître sans laisser de trace au Nouveau-Mexique.